# 賀国強
賀 国強（が こくきょう、が こっきょう、ホー・グオチャン、1943年10月 - ）は、中華人民共和国の政治家。第17期中国共産党中央政治局常務委員、中国共産党中央規律検査委員会書記。党内序列は第8位。

## 経歴
湖南省生まれで、貧しい農民の家庭で育った。1966年1月に中国共産党へ入党し、9月に北京化学工業学院無機化学工業学部を卒業。1967年より山東省魯南化学肥料合成工場で技術員として労働した。山東省石油工業庁、済南市党委員会書記、山東省党委常務委員、化学工業部副部長（次官）と党組副書記を経て、1996年に福建省党委副書記となり、翌97年には福建省長に就任。
1999年、重慶市党委書記。2002年10月、曽慶紅の後任として中央組織部長。11月、党中央政治局委員に選出され、中央書記処書記に就任。中央組織部は全国党組織・幹部人事などを行う党中央の重要な機関であり、江沢民は息のかかった賀国強を曽慶紅の後任に据えることで影響力を確保しようとした。
2007年10月の第17期1中全会において中央政治局常務委員に昇格、呉官正の後を継いで中央規律検査委員会書記に就任した。

## 外部サイト
- 新華社による履歴

| 先代陳明義 | 福建省人民政府省長1997年 - 1999年 | 次代習近平 |

| 先代呉官正 | 中国共産党中央規律検査委員会書記2007年 - 2012年 | 次代王岐山 |

| 先代曽慶紅 | 中国共産党中央組織部長2002年 - 2007年 | 次代李源潮 |

| 先代張徳鄰 | 中国共産党重慶市委員会書記1999年 - 2002年 | 次代黄鎮東 |